# Отто, Хейни
Хейни Отто (нидерл. Heini Otto; род. 24 августа 1954, Амстердам) — нидерландский футболист, полузащитник. Прежде всего известный по выступлениям за клубы «Твенте», «Мидлсбро» и «АДО Ден Хааг», а также за национальную сборную Нидерландов.

## Клубная карьера
Во взрослом футболе дебютировал в 1974 году выступлениями за команду клуба «Амстердам», в которой провёл четыре сезона, принял участие в 124 матчах чемпионата и забил 16 голов.
Своей игрой за эту команду привлёк внимание представителей тренерского штаба клуба «Твенте», к составу которого присоединился в 1978 году. Сыграл за команду из Энсхеде следующие три сезона своей игровой карьеры. Большую часть времени, проведённого в составе «Твенте», был игроком основного состава команды.
В 1981 году заключил контракт с клубом «Мидлсбро», в составе которого провёл следующие четыре года своей карьеры. Играя в составе «Мидлсбро» также в основном выходил на поле в основном составе команды.
В 1985 году перешёл в клуб «АДО Ден Хааг», за который сыграл 7 сезонов. Тренерским штабом нового клуба также рассматривался как игрок «основы». Завершил профессиональную карьеру футболиста выступлениями за команду «АДО Ден Хааг» в 1992 году.

## Выступления за сборную
В 1975 году дебютировал в официальных матчах в составе национальной сборной Нидерландов. В дальнейшем в официальных матчах сборной не участвовал.
В составе сборной был участником чемпионата Европы 1980 года в Италии, на котором, впрочем, на поле не выходил.

## Статистика

### Матчи Отто за сборную Нидерландов
| Матчи Отто за сборную Нидерландов | Матчи Отто за сборную Нидерландов | Матчи Отто за сборную Нидерландов | Матчи Отто за сборную Нидерландов | Матчи Отто за сборную Нидерландов | Матчи Отто за сборную Нидерландов |
| --------------------------------- | --------------------------------- | --------------------------------- | --------------------------------- | --------------------------------- | --------------------------------- |
| №                                 | Дата                              | Соперник                          | Счёт                              | Голы Отто                         | Соревнование                      |
| 1                                 | 31 мая 1975                       | Югославия                         | 0:3                               | —                                 | Товарищеский матч                 |

Итого: 1 матч / 0 голов; 0 побед, 0 ничьих, 1 поражение.